# Светски куп у крикету
Светски куп у крикету је светско првенство у једнодневном крикету. Овај догађај организује управно тело спорта, Међународни савет за крикет (ICC), сваке четири године, са прелиминарним рундама квалификација које воде до финалног турнира. Турнир је један од најгледанијих спортских догађаја на свету и ICC га сматра „водећим догађајем у међународном календару крикета“.
Тренутни формат укључује фазу квалификација, која се одвија током претходне три године, како би се утврдило који тимови се квалификују за фазу турнира. У фази турнира, 10 тимова, укључујући аутоматски квалификовану нацију домаћина, такмичи се за титулу на местима унутар земље домаћина више од месец дана. У издању 2027. формат ће бити промењен тако да се прилагоди проширеном финалном такмичењу од 14 екипа.

## Историја
Прва међународна утакмица крикета одиграна је између Канаде и Сједињених Држава, 24. и 25. септембра 1844. Међутим, први кредитирани тест меч одигран је 1877. године између Аустралије и Енглеске, а та два тима су се наредних година редовно такмичила за Ашес. Јужна Африка је примљена у тестни статус 1889. Репрезентативни крикетски тимови изабрани су за међусобне туре, што је довело до билатералног такмичења. Крикет је такође био укључен као олимпијски спорт на Игре у Паризу 1900. године, где је Велика Британија победила Француску и освојила златну медаљу. Ово је био једини наступ крикета на Летњим олимпијским играма.
Прво мултилатерално такмичење на међународном нивоу био је Троугаони турнир 1912. године, тест крикетски турнир који се у Енглеској играо између све три тадашње нације учеснице: Енглеске, Аустралије и Јужне Африке. Догађај није успео: лето је било изузетно влажно, што је отежавало игру на влажним непокривеним теренима, и посета публике била је слаба, приписујући се „презасићењу крикетом“. Од тада је међународни тест крикет генерално организован као билатерална серија: мултилатерални тест турнир није организован поново све до троугаоног Азијског тестног првенства 1999.
Број нација које играју тест крикет постепено се повећавао током времена, уз додатак Антила 1928, Новог Зеланда 1930, Индије 1932, и Пакистана 1952. године. Међутим, међународни крикет је наставио да се игра као мноштво билатералних тест мечева током три, четири или пет дана.
Почетком 1960-их, енглески окружни крикетски тимови почели су да играју скраћену верзију крикета која је трајала само један дан. Почевши 1962. године са нокаутским такмичењем за четири тима, познатим као Мидландс нокаут куп, и настављајући се са инаугурацијским Џилет купом 1963, једнодневни крикет је постао све популарнији у Енглеској. Национална недељна лига формирана је 1969. Прва једнодневна међународна утакмица одиграна је петог дана тестне утакмице прекинуте због кише између Енглеске и Аустралије у Мелбурну 1971. године, како би се попунило расположиво време и као компензација за фрустрирану публику. Било је то четрдесет оверска утакмица са осам лопти по оверу.
Током касних 1970-их Кери Пакер успоставио је ривалско такмичење Светске серије крикета (WSC). Он је увео многе сада уобичајене карактеристике једнодневног међународног крикета, укључујући униформе у боји, утакмице које се играју ноћу под рефлекторима са белом лоптом и тамним екранима, а за телевизијско емитовање више углова камере, микрофоне за снимање звукова од играча на терену и графику на екрану. Први меч са униформама у боји одиграли су WSC Аустралијанци у униформама боје злата против WSC Антила одевених у корално ружичастој боји, на VFL Парку у Мелбурну 17. јануара 1979. Успех и популарност домаћих једнодневних такмичења у Енглеској и другим деловима света, као и раних једнодневних међународних надметања, навели су ICC да размотри организовање Светског купа у крикету.

### Пруденшал светски куп (1975–1983)
Инаугурационо Светско првенство у крикету је 1975. године организовала Енглеска, једина нација која је у то време могла да понуди ресурсе за организовање догађаја такве величине. Прва три турнира одржана су у Енглеској и званично су позната као Пруденшал куп по спонзору Prudential plc. Утакмице су се састојале од 60 надовеза са шест лопти по тиму, играних током дана у традиционалној форми, при чему су играчи носили белу одећу и црвене лоптице за крикет.
На првом турниру учествовало је осам тимова: Аустралија, Енглеска, Индија, Нови Зеланд, Пакистан и Западна Индија (шест тест нација у то време), заједно са Шри Ланком и композитним тимом из источне Африке. Један значајан пропуст била је Јужна Африка, којој је забрањен међународни крикет због апартхејда. Турнир су освојили Антили, који су у финалу код Лорда победили Аустралију са 17 трчања. Рој Фредрикс из Западне Индије је био први ударач који је добио ударац у ODI током финала Светског првенства 1975. године.
На Светском првенству 1979. уведено је такмичење ICC трофеја за одабир нетестних тимова за Светско првенство, са Шри Ланком и Канадом који су се квалификовали. Антили освојиле су други узастопни турнир Светског купа, победивши домаћина Енглеску са 92 трчања у финалу. На састанку који је уследио након Светског купа, Међународна конференција крикета се сложила да такмичење буде четворогодишњи догађај.
Догађај 1983. је одржан у Енглеској трећи пут заредом. До ове фазе, Шри Ланка је постала тест-играчка нација, а Зимбабве се квалификовао кроз ICC трофеј. Уведен је круг за поље, величине 30 јарди од стампова. У њему је стално морало бити четворо играча. Тимови су се суочавали два пута, пре него што би прешли у нокауте. Индија је постала шампион након што је у финалу премашила Антиле са 43 трчања.

## Резултати
| Година | Главни домаћин                                    | Победник       | Други          | Остали учесници полуфинала   |
| ------ | ------------------------------------------------- | -------------- | -------------- | ---------------------------- |
| 2011.  | Индија/ · Шри Ланка/ · Пакистан/ · Бангладеш      | (први)         | (други)        | (трећи)                      |
| 2007.  | Шаблон:Засрава, Западне Индије                    | Аустралија     | Шри Ланка      | (трећи)                      |
| 2003.  | Јоханезбург, ЈАР/ · Зимбабве/ · Кенија            | Аустралија     | Индија         | Шри Ланка и · Кенија         |
| 1999.  | Лондон, Енглеска/ · Ирска/ · Шкотска/ · Холандија | Аустралија     | Пакистан       | Нови Зеланд и · Јужна Африка |
| 1996.  | Лахор, Пакистан/ · Индија/ Шри Ланка              | Шри Ланка      | Аустралија     | Индија и · Западна Индија    |
| 1992.  | Мелбурн, Аустралија/ · Нови Зеланд                | Пакистан       | Енглеска       | Нови Зеланди · Јужна Африка  |
| 1987.  | Калкута, Индија/ · Пакистан                       | Аустралија     | Енглеска       | Индија и · Пакистан          |
| 1983.  | Лондон, Енглеска                                  | Индија         | Западна Индија | Енглеска и · Пакистан        |
| 1979.  | Лондон, Енглеска                                  | Западна Индија | Енглеска       | Нови Зеланди · Пакистан      |
| 1975.  | Лондон, Енглеска                                  | Западна Индија | Аустралија     | Нови Зеланд и · Енглеска     |

### Наступи тимова
Преглед наступа тимова на Светским првенствима: 
| Домаћин Тим                | 1975 (8) | 1979 (8) | 1983 (8)        | 1987 (8)          | 1992 (9)                 | 1996 (12)                     | 1999 (12)                                     | 2003 (14)                                  | 2007 (16)                  | 2011 (14)                      | 2015 (14)                | 2019 (10)       | 2023 (10) |
| Домаћин Тим                | Енглеска | Енглеска | Енглеска · Велс | Индија · Пакистан | Аустралија · Нови Зеланд | Индија · Пакистан · Шри Ланка | Енглеска · Шкотска · Ирска · Холандија · Велс | Јужноафричка Република · Зимбабве · Кенија | Федерација Западних Индија | Индија · Шри Ланка · Бангладеш | Аустралија · Нови Зеланд | Енглеска · Велс | Индија    |
| -------------------------- | -------- | -------- | --------------- | ----------------- | ------------------------ | ----------------------------- | --------------------------------------------- | ------------------------------------------ | -------------------------- | ------------------------------ | ------------------------ | --------------- | --------- |
| Авганистан                 |          |          |                 |                   |                          |                               |                                               |                                            |                            |                                | GP                       | GP              |           |
| Аустралија                 | RU       | GP       | GP              | W                 | GP                       | RU                            | W                                             | W                                          | W                          | QF                             | W                        | SF              |           |
| Бангладеш                  |          |          |                 |                   |                          |                               | GP                                            | GP                                         | S8                         | GP                             | QF                       | GP              |           |
| Бермуди                    |          |          |                 |                   |                          |                               |                                               |                                            | GP                         |                                |                          |                 |           |
| Канада                     |          | GP       |                 |                   |                          |                               |                                               | GP                                         | GP                         | GP                             |                          |                 |           |
| East Africa                | GP       |          |                 |                   |                          |                               |                                               |                                            |                            |                                |                          |                 |           |
| Енглеска                   | SF       | RU       | SF              | RU                | RU                       | QF                            | GP                                            | GP                                         | S8                         | QF                             | GP                       | W               |           |
| Индија                     | GP       | GP       | W               | SF                | GP                       | SF                            | S6                                            | RU                                         | GP                         | W                              | SF                       | SF              |           |
| Ирска                      |          |          |                 |                   |                          |                               |                                               |                                            | S8                         | GP                             | GP                       |                 |           |
| Кенија                     |          |          |                 |                   |                          | GP                            | GP                                            | SF                                         | GP                         | GP                             |                          |                 |           |
| Намибија                   |          |          |                 |                   |                          |                               |                                               | GP                                         |                            |                                |                          |                 |           |
| Холандија                  |          |          |                 |                   |                          | GP                            |                                               | GP                                         | GP                         | GP                             |                          |                 |           |
| Нови Зеланд                | SF       | SF       | GP              | GP                | SF                       | QF                            | SF                                            | S6                                         | SF                         | SF                             | RU                       | RU              |           |
| Пакистан                   | GP       | SF       | SF              | SF                | W                        | QF                            | RU                                            | GP                                         | GP                         | SF                             | QF                       | GP              |           |
| Шкотска                    |          |          |                 |                   |                          |                               | GP                                            |                                            | GP                         |                                | GP                       |                 |           |
| Јужна Африка               |          |          |                 |                   | SF                       | QF                            | SF                                            | GP                                         | SF                         | QF                             | SF                       | GP              |           |
| Шри Ланка                  | GP       | GP       | GP              | GP                | GP                       | W                             | GP                                            | SF                                         | RU                         | RU                             | QF                       | GP              |           |
| УАЕ                        |          |          |                 |                   |                          | GP                            |                                               |                                            |                            |                                | GP                       |                 |           |
| Федерација Западних Индија | W        | W        | RU              | GP                | GP                       | SF                            | GP                                            | GP                                         | S8                         | QF                             | QF                       | GP              |           |
| Зимбабве                   |          |          | GP              | GP                | GP                       | GP                            | S6                                            | S6                                         | GP                         | GP                             | GP                       |                 |           |

Легенда
- W - победник
- RU - Другопласирани
- SF - Полуфинале
- S6 - Супер шест (1999–2003)
- S8 - Супер осам (2007)
- QF - Четвртфинале (1996, 2011–2015)
- GP - Групна фаза / Прво коло
- Q - Квалификован, још увек у сукобу